# Шматько, Николай Гаврилович
Никола́й Гаври́лович Шматько́ (17 августа 1943, Красногоровка, Донецкая область, Украинская ССР — 15 сентября 2020, Переяслав) — украинский скульптор, художник. Работал вместе с двумя сыновьями. Создал более 750 памятников (барельефы, горельефы, скульптуры) и около 500 картин. Авторская коллекция, экспонирующаяся в галерее «Шматько и сыновья», насчитывает более 70 скульптур из уральского и итальянского мрамора и около 300 картин (живопись, графика).

## Творческий путь
В своё время Шматько играл в шахматы. Играл на ставки одновременно на 35 досках и вслепую на десяти. Работать с мрамором начал с 33-х лет. Первую работу заказала вдова одного из авторитетных в Советское время руководителей Красного Луча. Это был барельеф. Приступая к работе с мрамором, Шматько даже не знал, что делать с инструментами. Но, как только он начал первую свою работу, сразу проснулся и почувствовал некое тяготение к материалу. Барельеф был выполнен в сроки и на высоком уровне. Нечто извне его подтолкнуло стать скульптором.
В 1976 году переехал в город Болград, Одесская область, так как его дети очень часто болели и нужен был другой климат. С провозглашением независимости пришли слухи о том, что якобы земля и дом в котором жил скульптор Шматько со своей семьей, теперь будут возвращены прежним хозяевам. После угроз подорвать галерею и безрезультатного обращения к местным и столичным чиновникам, Николай Шматько со своей семьей: женой и сыновьями Андреем и Рафаэлем переехал на родину супруги в город Красный Луч, Луганской области. Шматько вырыл у тёщи подземелье и за четыре месяца выложил его стены диким камнем, площадь которого составила 100 м² и высотой 4 метра. Здесь разместилась его галерея, мастерская и его пристанище. Скульптор вместе со своей семьей прожил 13 лет в подвале. Все это время, галерея работала бесплатно на благо общества. В галерею приезжали богатые бизнесмены, политики и иностранцы. Запах сырости и метровая паутина под потолком на фоне изваяний, было для них настоящей экзотикой.
В 1993 году делает свою первую попытку принять участие в выставках на День независимости в Украинском доме. Его «исключили» из-за отсутствия высшего образования, не разрешив ему выставить свои скульптуры даже под стенами дворца. Предоставили место в парке возле Верховной Рады Украины, где практически не было посетителей. Скульптуры простояли три дня под дождем. Скульптор вынужден был оплачивать охрану за свой счет. Директор музея «Київська фортеця — Косий капонір» предложил выставляться целый месяц бесплатно. Скульптор дал согласие. Но, как только Шматько отпустил трейлер, оказалось, что здесь его обманули и попросили заплатить за аренду площадей. Скульптор со своими сыновьями спал в камере где сидел убийца Столыпина.
В конце 1990-х скульптор Шматько осуществил свою многолетнюю мечту — встретился с известной французской натурщицей и галеристкой Диной Верни. С просроченной визой он пересек на поезде Польшу и Германию, а потом доехал до Парижа на велосипеде, ночуя на улице. Дина посоветовала ему не выезжать из своей страны и обогащать искусством собственный народ.
В сентябре 2003 года бизнесмен Анатолий Лысенко забрал скульптора в Славянск, где отреставрировал для него старинный двухэтажный особняк в центре города. В тот день, когда скульптор решил покинуть Красный Луч, приехал губернатор Луганской области Александр Ефремов и уговорил Шматько вернуться через год в Луганск. Поскольку слово уже было дано бизнесмену из Славянска, договорились так, что Николай Гаврилович будет жить и работать на Донетчине год, а за это время Александр Ефремов создаст в своей вотчине достойную галерею и обеспечит ему приличные условия проживания.
За 13 лет существования галереи Шматько и сыновья, это был первый визит губернатора в подземелье в день когда скульптор решил покинуть Луганщину.
За год пребывания в Славянске к скульптору приезжал много раз губернатор Донецкой области Анатолий Близнюк и очень часто бывали представители местной власти. Познакомившись ближе с творчеством скульптора, Близнюк сказал, что никто кроме Шматько делать богородицу для Святогорской Лавры не будет. Это вызвало возмущение в Союзе художников.
В 1998 году баллотировался в депутаты Верховной Рады Украины.
В 2000 году назначен на должность профессора кафедры художественного творчества и искусств Московского института мировых цивилизаций.

Святогорская Богородица, Свято-Успенская Святогорская Лавра

В 2004 году Шматько было поручено создать и воплотить в мраморе скульптуру Святогорской Богородицы для Святогорской Лавры (Донецкая область). Осенью, после проведенных реставрационных работ, состоялось открытие Лавры и установленной скульптуры Богородицы высотою 4,20 м (скульптура была высечена из 2 блоков уральского мрамора весом 40 тонн).
За внесенный вклад в становление Православной церкви и создание Святогорской Богородицы Николай Шматько награждён Блаженнейшим Митрополитом Киевским и всея Украины Владимиром орденом Нестора Летописца 3 степени.
Осенью 2005 года состоялось открытие отстроенной Преображенской церкви в с. Келеберда Полтавской области, где установлена скульптура «Распятие Христа».
В 2007 году на Флорентийской Биеннале за скульптуры «Лугань», «Билл Ґейтс» и «Поклонение диску» Архивная копия от 25 сентября 2009 на Wayback Machine награждён медалью «Лоренцо Великолепный». Николай Шматько — первый из украинских участников Флорентийской Биеннале, который удостоен столь высокой оценки международного жюри..
Осенью 2012 года покинул город Луганск по приглашению Виктора Балоги. и переехал со своей семьей в город Мукачево.
О своём творчестве Николай Гаврилович говорит так: «Я никогда не шёл ни у кого на поводу, не делал политические заказы. Не опускаюсь до лести, лжи, всегда делаю только то, что велит сердце, поэтому и в опале у власти. Так что собираюсь перебраться за границу.»

## Выставки
- 1985—1991: галерея «Шматько и сыновья», Болград, Одесская область
- 1991—2003: галерея «Шматько и сыновья», Красный Луч, Луганская область
- 1992: Луганск
- 1993: Киев
- 2000: Московский институт мировых цивилизаций, Москва
- 2003: Донецк
- 2003—2004: галерея «Шматько и сыновья», Славянск, Донецкая область
- 2004—2012: галерея «Шматько и сыновья», Луганск
- 2007: Биеннале 2007, Флоренция, Италия
- 2009: Биеннале 2009, Флоренция, Италия
- 2012: Арт-Монако 2012, Монако, Франция
- 2012: галерея «Шматько и сыновья», Мукачево

## Произведения хранятся в музеях

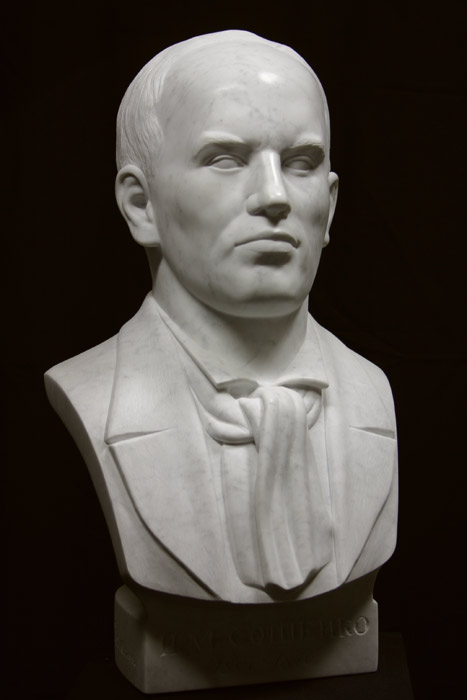
Сошенко Иван Максимович (скульптор Николай Шматько)

- Бюст Ивана Сошенко (скульптор Николай Шматько), хранится в музее Тараса Григорьевича Шевченко Академии Художеств (Санкт-Петербург)[14][15]

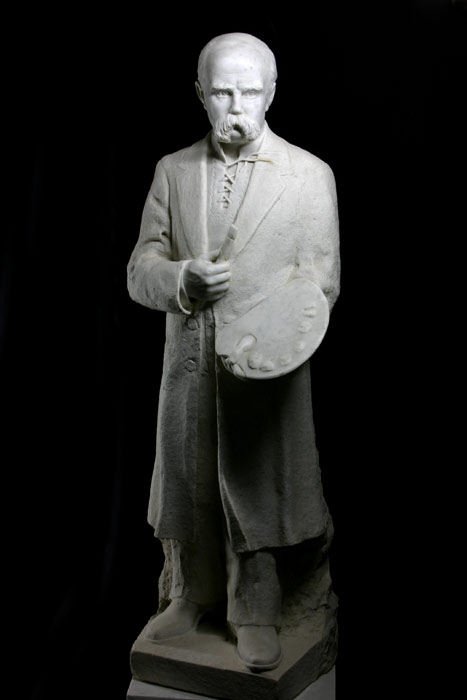
Тарас Григорьевич Шевченко. Находится в Луганском национальном университете имени Тараса Шевченко (скульптор Николай Шматько)